# ديفيد ناجل
ديفيد ناجل هو رجل أعمال أمريكي ومهندس. شغل مناصب تنفيذية في مجموعة واسعة من شركات ومؤسسات التكنولوجيا.
تم تعيينه كمدير تنفيذي وانتُخب في مجلس إدارة شركة بالم سورس (بالإنجليزية: PalmSource)‏ في ديسمبر 2001 ثم خدم في هذا المنصب حتى 22 مايو 2005.
قبل انضمامه إلى بالم، كان في البداية عضوًا في مجلس إدارة بالم ذاتها ثم شغل منصب أول رئيس تنفيذي لشركة بالم سورس، وكان ناجل كبير مسؤولي التقنية في إيه تي آند تي ورئيس إيه تي آند تي لابز. قبل التحاقه بهذه الشركة شغل ديفيد منصب نائب الرئيس الأول في شركة آبل، حيث تولى قيادة مجموعة الأبحاث والتطوير في جميع أنحاء العالم المسؤولة عن برامج ماك أو إس خاصة مشروع كوبلاند، وأجهزة ماكنتوش والتصوير، وتطوير المنتجات الطرفية الأخرى. قبل الانضمام إلى شركة آبل في عام 1988 كان ناجل رئيسًا لأبحاث العوامل البشرية في وكالة ناسا. استقال من شركة أبل وانضم إلى شركة آي تي آند تي في أبريل من عام 1996.

## الجوائز والأوسمة والإنجازات الهامة
- عضو في مجموعة دراسة المجلس القومي للبحوث حول البنية التحتية لتكنولوجيا المعلومات والتطوير
- عضو مجلس إدارة شركة Liberate، Inc.
- عضو مجلس الإدارة أركسوفت.
- عضو مجلس الأمناء مؤسسة UCLA.
- عضو فخري في مجلس متحف التكنولوجيا في سان خوسيه بكاليفورنيا.
- عضو اللجنة الاستشارية الأولى للرئيس كلينتون للحوسبة عالية الأداء والاتصالات والجيل القادم من الإنترنت عام 1997.
- عضو المجلس الاستشاري التقني التابع للجنة الاتصالات الفيدرالية عام 1999.